# Batasio spilurus
Batasio spilurus е вид лъчеперка от семейство Bagridae.

## Разпространение
Видът е разпространен в Индия (Асам).

## Описание
На дължина достигат до 4,2 cm.